# Tang Haochen
Tang Haochen (chinesisch 唐好辰, Pinyin Táng Hǎochén; * 21. Februar 1994 in Zhengzhou) ist eine ehemalige chinesische Tennisspielerin.

## Karriere
Tang Haochen, die im Alter von sieben Jahren mit dem Tennisspielen begann, bevorzugt laut ITF-Profil als Terrain den Hartplatz.
Bei den Olympischen Jugend-Sommerspielen 2010 gewann sie zusammen mit Zheng Saisai die Goldmedaille im Doppel, im Einzel erreichte sie das Viertelfinale.
Auf der WTA Tour tauchte sie erstmals 2012 in der Qualifikation von Guangzhou auf; sie verlor ihr Erstrundenmatch gegen Lara Arruabarrena Vecino mit 3:6, 6:3 und 2:6. Für die zwei Wochen später ausgespielten China Open erhielt sie eine Wildcard für das Doppel.
2013 feierte sie auf dem ITF Women’s Circuit bei dem $10.000-Turnier von Hongkong ihren ersten Turniersieg im Doppel. Für die Australian Open erhielt sie 2014 eine Wildcard für das Einzel, nachdem sie das „Asia-Pacific Wildcard Playoff“ der „Australian Open Wildcard Playoffs and Entries“ für sich entschieden hatte; bei ihrem Grand-Slam-Debüt unterlag sie Eugenie Bouchard mit 5:7 und 1:6.
Für die chinesische Fed-Cup-Mannschaft spielte sie von 2011 bis 2013 insgesamt 14 Partien mit ausgeglichener Bilanz.
Seit Juli 2017 ist Tang auf der Damentour nicht mehr angetreten.

## Turniersiege

### Einzel
| Nr. | Datum         | Turnier  | Kategorie   | Belag     | Finalgegnerin | Ergebnis      |
| --- | ------------- | -------- | ----------- | --------- | ------------- | ------------- |
| 1.  | 23. März 2014 | Shenzhen | ITF $10.000 | Hartplatz | Zhang Kailin  | 6:3, 6:2      |
| 2.  | 26. Juni 2016 | Anning   | ITF $10.000 | Sand      | Lu Jiaxi      | 6:2, 2:6, 6:3 |

### Doppel
| Nr. | Datum            | Turnier   | Kategorie   | Belag             | Partnerin     | Finalgegnerinnen          | Ergebnis          |
| --- | ---------------- | --------- | ----------- | ----------------- | ------------- | ------------------------- | ----------------- |
| 1.  | 5. Januar 2013   | Hongkong  | ITF $10.000 | Hartplatz         | Tian Ran      | Eri Hozumi Miyu Katō      | 6:2, 6:1          |
| 2.  | 20. Februar 2015 | Neu-Delhi | ITF $25.000 | Hartplatz         | Yang Zhaoxuan | Hsu Ching-wen Lee Pei-chi | 7:5, 6:1          |
| 3.  | 7. März 2015     | Jiangmen  | ITF $10.000 | Hartplatz         | Hsu Ching-wen | Jiang Xinyu Tang Qianhui  | 6:4, 6:3          |
| 4.  | 13. August 2016  | Naiman    | ITF $25.000 | Hartplatz (Halle) | Zhang Yukun   | Sun Xuliu Xun Fangying    | 7:60, 4:6, [10:4] |